# Andrea Germer (Historikerin)
Andrea Germer ist eine deutsche Historikerin in den Bereichen Erwachsenenbildung sowie Lokal- und Regionalgeschichte, Autorin und Herausgeberin sowie Lehrbeauftragte für Geschichte an der Universität Hildesheim.

## Leben
Andrea Germer studierte von 1978 bis 1981 an der Hochschule Hildesheim Geschichte, Englisch und Politische Wissenschaft für das Lehramt an Grund- und Hauptschulen und legte 1982 ihr zweites Staatsexamen ab. Nach ihrem Magisterstudium für Geschichte und Politische Wissenschaft von 1984 bis 1989 an der Universität Hannover arbeitete sie von 1989 bis 1992 als Doktorandin am Max-Planck-Institut für Geschichte in Göttingen. Nach ihrer Promotion 1993 erhielt Germer Lehraufträge an den Universitäten zunächst in Hannover, dann in Hildesheim, wo sie seit 1994 das Fach Geschichte unterrichtet.
1997 bis 1999 forschte und veröffentlichte Germer für ein Geschichtsprojekt über die Salzgitter AG bei der IG Metall Salzgitter.
2008 gab Germer den ersten Band der Reihe Töchter der Zeit. Hildesheimer Frauen aus acht Jahrhunderten heraus, den sie gemeinsam mit Brigitte Hollemann, Rotraut Hammer-Sohns, Christina R. Hirschochs, Sabine Jensen, Beate Köhler-Murken, Melsene Meyer, Anke-Maria Pape, Gabriele Stockhofe und Regina Viereck in der Geschichtsgruppe im Frauen-Labyrinth-Projekt Region Hildesheim e.V. erarbeitet hatte.
Andrea Germer ist auch freiberuflich als Historikerin tätig in den Bereichen Erwachsenenbildung sowie Lokal- und Regionalforschung und übt darüber hinaus redaktionelle Tätigkeiten aus.

## Schriften (Auswahl)
- Geschichte der Stadt Hildesheim bis 1945. In: Hildesheim – Stadt und Raum zwischen Börde und Bergland. Didaktisch-methodische Hinweise. Hrsg. von der Niedersächsischen Landeszentrale für politische Bildung (NLpB), Hannover 2001, S. 70–95 (PDF).
- Wissenschaft und Leben. Max Webers Antwort auf eine Frage Friedrich Nietzsches (= Kritische Studien zur Geschichtswissenschaft. Band 105). Phil. Dissertation. Universität Hannover 1993; Vandenhoeck und Ruprecht, Göttingen 1994, ISBN 3-525-35768-0.
- 50 Jahre IG Metall Salzgitter. Begleitschrift zur Ausstellung. Hrsg. von der IG Metall Verwaltungsstelle Salzgitter, Salzgitter 1998 (Autorenteam).
- Mittleres Innerstetal und Die Wasser- und Salzroute. In: Hartwig Kemmerer (Hrsg.): Reiseführer Hildesheimer Land. Hildesheim 2003. 2. Auflage: Hildesheim 2006.
- IG Metall Verwaltungsstelle Salzgitter (Hrsg.): Ein halbes Jahrhundert, Beiträge zur Geschichte der IG Metall Salzgitter. Hamburg 2003, darin:
  - „In der Einheit liegt die Kraft“, Der Weg zur IG Metall Salzgitter – Die Aufbauphase.
  - „In jedem Fall muss eine öffentliche Kontrolle gewährleistet werden“, Der lange Weg zur Privatisierung der Salzgitter AG.
  - Investitionen in eine andere Zukunft. Zur Bildungsarbeit der IG Metall Salzgitter.
- Die Windmühle auf dem Galgenberg. In: Volkshochschule Hildesheim (Hrsg.): Galgenberg. Spurensuche in einem Hildesheimer Stadtviertel (= Veröffentlichungen der Hildesheimer Volkshochschule zur Stadtgeschichte Hildesheims. Heft 10). Hildesheim 2003.
- Einleitung. In: Volkshochschule Hildesheim (Hrsg.): Mauern. Türme. Tore. Ein Jahrtausend Hildesheimer Stadtbefestigung (= Veröffentlichungen der Hildesheimer Volkshochschule zur Stadtgeschichte Hildesheims. Heft 11). Hildesheim 2006.
- Den Freunden der Vaterländischen Geschichte. Einleitung zu: Beiträge zur Hildesheimischen Geschichte, Eine Sammlung von Aufsätzen zur Geschichte Hildesheims und seiner Umgebung aus den Jahren 1780–1829. Hrsg. von Johann Daniel Gerstenberg 1829/1830, neu herausgegeben von Bruno Gerstenberg 2006, Hildesheim 2006.
- Der lange Weg zur Kreisreform 1965–1977 und Vermittler zwischen Geschichte und Zukunft: Die Landschaft und der Landschaftsverband Hildesheim. In: Landkreis Hildesheim (Hrsg.): 30 Jahre und mehr… ein Rückblick auf Menschen, Entwicklungen und Geschichte im Landkreis Hildesheim. Hildesheim 2007.
- Mensch und Wald im Hildesheimer Raum. Ein Beitrag zur Umweltgeschichte vom 16. bis 19. Jahrhundert. In: Hildesheimer Jahrbuch für Stadt und Stift Hildesheim. Bd. 79, 2007.
- Vermittler zwischen Geschichte und Zukunft – die Landschaft und der Landschaftsverband Hildesheim e.V. In: Aus der Heimat. Juni 2008.
- Eine verworrene Geschichte: Die Hildesheimer Stiftsfehde 1519–1523. In: Hildesheimer Kalender 2011, Jahrbuch für Geschichte und Kultur.
- Die Geschichte der Hildesheimer Steingrube – Wo Tod und Vergnügen einst nah beieinander lagen. In: Aus der Heimat. September 2011.
- Von Hildesheim auf die Straßen der Welt – Die Spedition Laabs, ein Traditionsunternehmen. In: Hildesheimer Kalender 2013, Jahrbuch für Geschichte und Kultur.
- Das Kinderheim Klein Bethlehem. In: Elisabeth-von-Rantzau-Schule (Hrsg.): Kindheit und Jugend im Michaelisviertel – Kirchturm, Kiosk, Kinderspiele. Harsum 2013.
- (Hrsg.): Töchter der Zeit. Hildesheimer Frauen aus acht Jahrhunderten. Erforscht und dargestellt durch die „Geschichtsgruppe im Frauen-Labyrinth-Projekt Region Hildesheim e.V.“ Gerstenberg, Hildesheim.
  - Band 1 [2008], ISBN 978-3-8067-8719-1, darin:
    - Magdalene Kiffle – Als ‚Hexe’ vor Gericht.
    - Ernestine Nagel-Schmitjan – Stifterin des ‚Sieben-Brüder-Hauses’.

  - Band 2 [2013], ISBN 978-3-8067-8782-5, darin
    - Elisabeth von Rantzau – Gründerin des Annuntiatinnen-Klosters in Hildesheim.